# Gaswerk Nördlingen

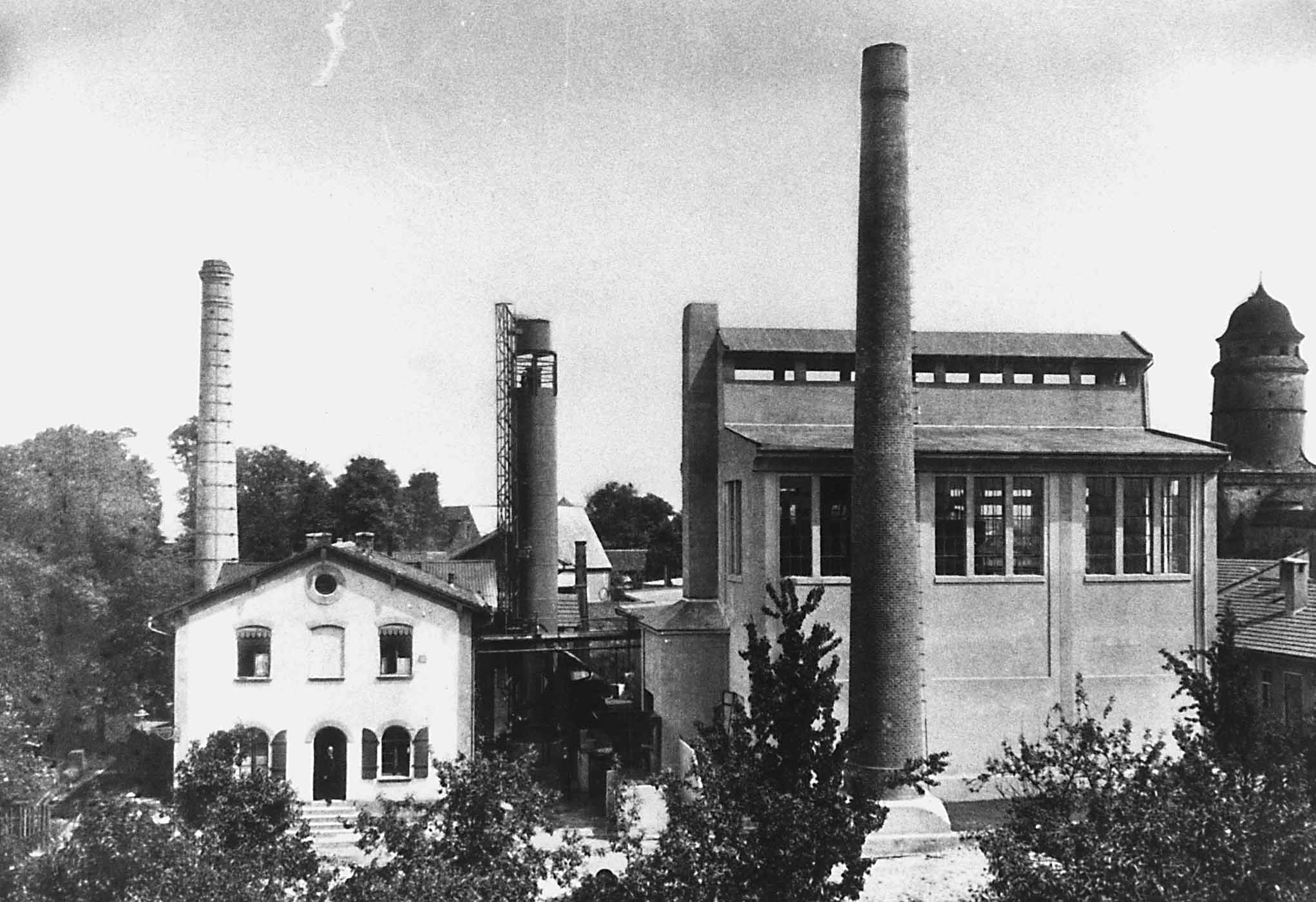
Gaswerk in Nördlingen nach der Modernisierung und Erweiterung 1913

Das Gaswerk Nördlingen ging 1863 in Betrieb und wurde bis 1962 zur Gaserzeugung aus Steinkohle genutzt. Bis zum Anschluss an das Erdgasnetz im Jahre 1977 diente das Gaswerk noch zur Speicherung von Flüssiggas. Nach Abbau der technischen Anlagen blieb vom Gaswerk in Nördlingen nur eine Betriebsstelle mit einem Verwaltungsgebäude von Erdgas Schwaben (seit 2022 Energie Schwaben) erhalten.

## Geschichte
Die Gasversorgung Nördlingens nahm ihren Anfang, als der Nürnberger Gaswerksdirektor Emil Spreng mit der Stadt einen Vertrag über den Bau eines Gaswerks schloss. Anschließend begannen die Bauarbeiten und am 24. Oktober 1863 ging das neue errichtete Gaswerk am Bleichgraben unweit des Löpsinger Tores in Betrieb. Zunächst wurde dort Leuchtgas aus Steinkohle hergestellt. Dieses Gas diente überwiegend für die Beleuchtung von Straßen und Gebäuden. Spreng starb 1864 und daraufhin kaufte die Stadt Nördlingen das Gaswerk von der Witwe. Aufgrund technischer Probleme gab sie es zum 1. September 1875 jedoch an die Gesellschaft für Gasindustrie in Augsburg ab. 1896 konnte der Gasverbrauch durch die Einführung des wesentlich sparsameren Gasglühlichtes von Carl Auer von Welsbach (sog. „Auerlicht“) gesenkt werden. In den Jahren 1905 und 1913 wurde das Gaswerk modernisiert und ausgebaut. So kam 1913 auch eine neue Kammerofenanlage hinzu. Die Tagesleistung lag in dieser Zeit bei rund 4500 m³ Steinkohlegas. Nach der Vertragsverlängerung 1928 konnte das Gasnetz erweitert und erstmals auf Neubaugebiete außerhalb der Stadtmauern ausgedehnt werden.
Während des Zweiten Weltkrieges kam es zu keinen nennenswerten Beschädigungen an den Anlagen. Im Jahre 1948 fusionierte die Gesellschaft für Gasindustrie in Augsburg und das Gaswerk kam daraufhin zur Münchner Aktiengesellschaft für Licht- und Kraftversorgung (LUK). Der neue Eigentümer führte 1952 einen Vertrieb von Flüssiggasflaschen im Landkreis Nördlingen sowie für die Städte Dinkelsbühl und Wemding ein. Auf diese Weise konnten auch Gemeinden, die nicht am örtlichen Leitungsnetz angeschlossen waren, mit Gas versorgt werden. Im gleichen Jahr ersetzte man zudem die bisherige Ofenanlage durch einen neuen Sechskammerofen. 1956 wurde ein neues Verwaltungsgebäude mit einem Verkaufsraum für Gasgeräte und einer Lehrküche errichtet.
Nach Inbetriebnahme einer vollautomatischen Flüssiggasluft-Mischanlage am 21. August 1962 (erste Anlage dieser Art in Bayern) wurde die Kohleverkokung stillgelegt. Dieser Schritt machte eine aufwendige Umstellung aller Gasgeräte in Nördlingen notwendig. Die Flüssiggastanks wurden 1966 durch einen Kugelgasbehälter ersetzt. 1977 erfolgte schließlich der Anschluss an das Netz von Erdgas Schwaben und die Versorgung Nördlingens mit Erdgas.

## Verbleib
Die technischen Anlagen zur Erzeugung und Speicherung von Gas wurden später abgebaut. Erhalten blieb dagegen das Verwaltungsgebäude, das Erdgas Schwaben bis 2007 durch einen modernen Neubau ersetzen ließ und seither als Betriebsstelle nutzt. Darüber hinaus blieb auf dem ehemaligen Gaswerkgelände das ehemalige Wohn- und Verwaltungsgebäude aus dem Jahre 1913 erhalten. Das heute als Wohnhaus genutzte Gebäude ist als Baudenkmal in die Bayerische Denkmalliste eingetragen.